# إيمي فيليبس
إيمي فيليبس (بالإنجليزية: Amy Phillips)‏ هي دراجة أمريكية، ولدت في 30 سبتمبر 1973.

## وصلات خارجية
- ايمي فيليبس على موقع الاتحاد الدولي للدراجات (الإنجليزية)
- ايمي فيليبس على موقع أرشيف الدراجات (الإنجليزية)
- ايمي فيليبس على موقع إحصائيات الدراجات الإحترافية (الإنجليزية)
- ايمي فيليبس على موقع نسبة الدراجات (الإنجليزية)